# Chołm
Chołm – miasto w Rosji, w obwodzie nowogrodzkim, 200 km na południe od Nowogrodu Wielkiego. W 2006 liczyło 4 089 mieszkańców. W jego okolicach miała miejsce operacja toropiecko-chołmska.